# Goldaguti
Das Goldaguti (Dasyprocta leporina) – auch als Goldhase bekannt – ist eine Art der Agutis. Es lebt im nördlichen und mittleren Südamerika von Venezuela bis in den Osten von Zentralbrasilien. Obwohl offiziell erst 1758 von Carl von Linné wissenschaftlich beschrieben, ist es als Aguti in der Naturforschung deutlich länger bekannt und tauchte bereits in der Literatur im 17. Jahrhundert auf. Wie andere Agutis ernährt sich das Goldaguti vor allem von Samen und Nüssen, die es mit seinen Zähnen öffnet. Zudem vergräbt es Samen, wodurch es aktiv zur Ausbreitung der entsprechenden Pflanzen beiträgt.

## Merkmale
Das Goldaguti erreicht eine Kopf-Rumpf-Länge von etwa 47 bis 65 Zentimetern bei einem Gewicht von 2,1 bis 5,9 Kilogramm. Die Schwanzlänge beträgt 10 bis 30 Millimeter, die Ohrlänge 40 bis 50 Millimeter und die Hinterfußlänge 118 bis 148 Millimeter. Die Tiere variieren in ihrer Größe und vor allem auch in der Färbung. Der Kopf und der Vorderkörper sind olivgrün mit leichter schwarzer Sprenkelung, der Rumpf ist dunkelrot bis gelb-orange mit langem Deckhaar. Der Kopf, der Nacken und der mittlere Rücken sind schwarz, im Nackenbereich befindet sich ein Kamm aus längeren Haaren. Von verwandten Arten im gleichen Verbreitungsgebiet wie dem Schwarzen Aguti (Dasyprocta fuliginosa), dem Orangefarbenen Aguti (Dasyprocta croconota) und dem Azara-Aguti (Dasyprocta azarae) unterscheidet sich das Goldaguti vor allem durch die Färbung und die Größe.

## Verbreitung

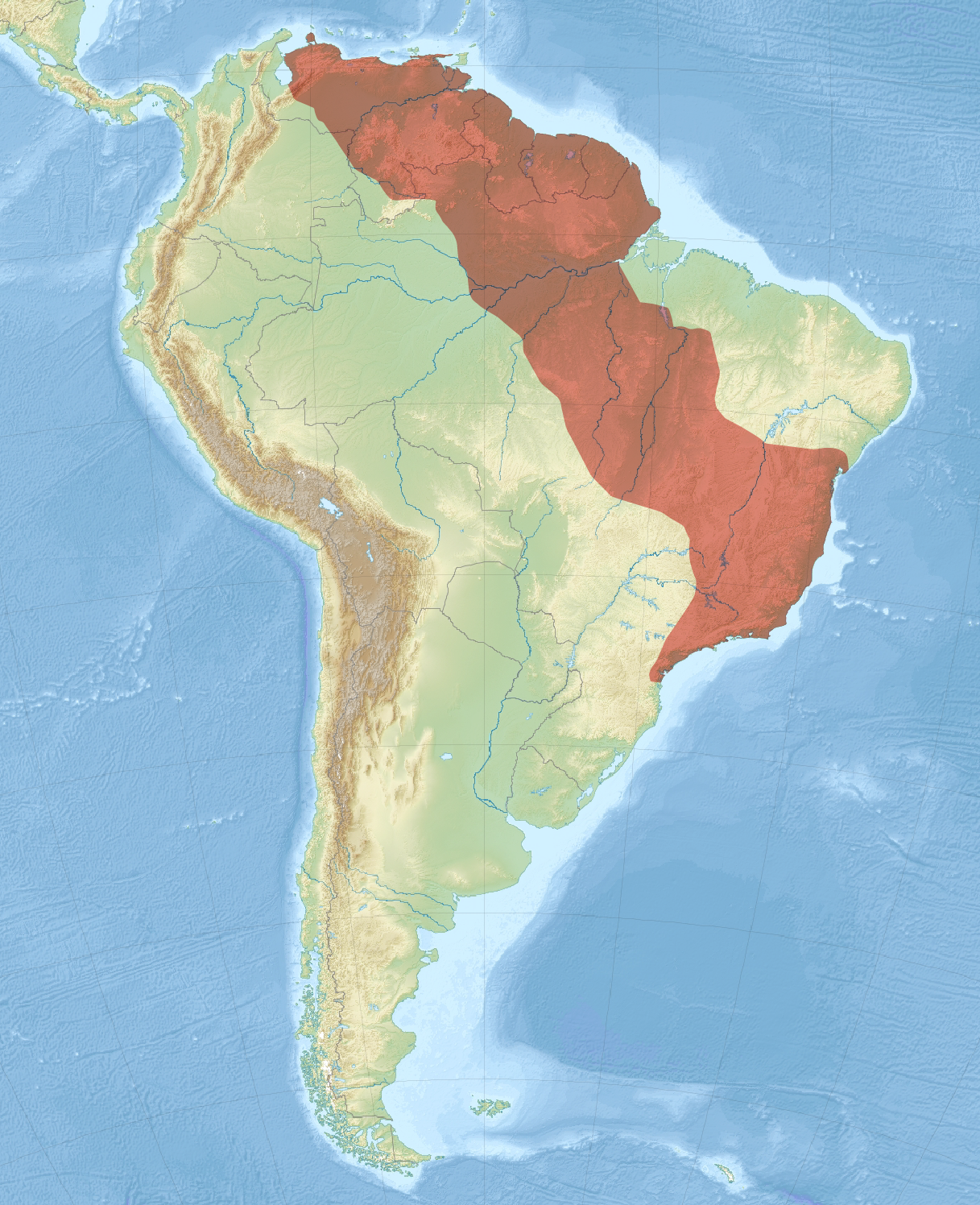
Verbreitungsgebiet des Goldagutis

Das Verbreitungsgebiet des Goldagutis zieht sich über Teile des nördlichen und mittleren Südamerikas. Es reicht vom Norden von Venezuela östlich des Maracaibo-Sees über Guyana, Suriname und Französisch-Guayana bis auf die Insel Trinidad und in Teile des Nordens und Ostens von Brasilien. Dort kommt es von der Region nördlich des Amazonas und östlich des Rio Negro zum Rio Madeira und südlich des Amazonas bis zur zentralbrasilianischen Atlantikküste vor.
Auf den Kleinen Antillen in Dominica, Grenada und den Amerikanischen Jungferninseln wurde die Art als Neozoon eingeführt.

## Lebensweise
Das Goldaguti bewohnt eine Reihe von verschiedenen Waldlebensräumen. Es ist sowohl in Regenwaldgebieten wie auch in Sekundärwäldern, Galeriewäldern, Plantagen und auch Gärten zu finden. Dabei bevorzugen die Tiere teilweise offenere Strukturen wie Lichtungen und sie meiden Sumpf- und Feuchtgebiete. Sie sind tagaktiv und vor allem morgens und abends während der Dämmerung auf Nahrungssuche, wobei die investierte Zeit abhängig von der Futterverfügbarkeit ist. Teilweise sind sie auch in hellen Nächten aktiv. Während der Ruhephasen nutzen die Tiere verschiedene Verstecke.
Die Tiere sind wie andere Arten der Gattung herbivor und ernähren sich vor allem von Früchten, Samen und Nüssen. Eine besondere Bedeutung haben die Tiere als Samenverteiler und damit als Unterstützer zur Verbreitung von Regenwaldbäumen. Sie leben meist in Paaren oder in kleinen Familiengruppen zusammen, junge ausgewachsene Männchen leben auch allein oder bilden kleine Gruppen von zwei bis drei Tieren. Die Familiengruppen nutzen in der Regel ein Areal von etwa 200 Metern Durchmesser und verteidigen dieses gegen Artgenossen aus anderen Gruppen. Abhängig von der Nahrungsverfügbarkeit aggregieren sich die Bestände teilweise auf Kernbesiedlungsgebiete im Verbreitungsgebiet, vor allem im Bereich von Lichtungen und Lichtungsstreifen. Insbesondere die Weibchen sind vergleichsweise ortstreu und nutzen über Generationen ausgetretene Pfade in ihrem Territorium.
Die Fortpflanzung des Goldagutis ist nicht saisonal, in der Regel haben die Tiere einmal im Jahr Nachkommen. Obwohl Würfe über das gesamte Jahr vorkommen, konzentrieren sie sich auf die Monate der Trockenphasen. Im Norden Südamerikas sind einer Studie aus Französisch-Guayana zufolge die meisten Weibchen im November bis April und damit über die Regenzeit trächtig, wenn die Pflanzen Früchte und Samen produzieren. Die durchschnittliche Tragzeit beträgt 110 bis 112 Tage und die Weibchen gebären in der Regel ein bis drei Jungtiere. Die Jungtiere sind bei der Geburt bereits weit entwickelt, sie haben ein volles Fell und öffnen die Augen direkt nach der Geburt.

## Systematik

Zeichnungen des Goldagutis aus der Iconographia Zoologica der Universität von Amsterdam

Das Goldaguti wird als eigenständige Art innerhalb der Gattung der Agutis (Dasyprocta) eingeordnet, die aus mehr als zehn anerkannten Arten besteht. Die wissenschaftliche Erstbeschreibung der Art stammt bereits von Carl von Linné aus dem Jahr 1758, der sie in seiner zehnten Auflage der Systema Naturae beschrieb, mit der er die biologische Nomenklatur festlegte. Er benannte die Agutis allerdings als Mus leporinus und damit als Mäuse und beschrieb sie als Nagetiere, die auf den südostasiatischen Inseln Java und Sumatra vorkommen. Die Terra typica wurde 1978 auf den Distrikt Commewijne in Suriname nahe dem Ursprung des gleichnamigen Flusses festgelegt. Das Aguti war allerdings deutlich früher bekannt, so tauchte es schon 1648 in einem Werk zur Naturgeschichte Brasiliens von Georg Marggraf zusammen mit dem Paka, dem Tapeti und den Meerschweinchen („Aperea“ und „Cavia Cobaya“) auf.
Innerhalb der Art werden aktuell keine Unterarten unterschieden, jedoch gibt es regionale Unterschiede in der Färbung, die auf potenzielle Unterarten hindeuten. Im Handbook of the Mammals of the World wird entsprechend darauf hingewiesen, dass die potenziellen Unterarten D.l. cayana und D.l. flavescens ebenso wie die teilweise als eigenständig angesehenen Dasyprocta cristata und Dasyprocta rubrata als Synonyme betrachtet werden. Bei Wilson & Reeder 2005 wurden dagegen acht Unterarten unterschieden und Dasyprocta cristata als eigenständige Art betrachtet.

## Status, Bedrohung und Schutz
Das Goldaguti wird von der International Union for Conservation of Nature and Natural Resources (IUCN) als nicht gefährdet („least concern“) eingeordnet. Begründet wird dies mit der weiten Verbreitung, den angenommen großen Beständen der Art und ihrer Anpassungsfähigkeit. Es sind keine größeren Bedrohungen für diese Art bekannt, sie wird jedoch in einigen Teilen ihres Verbreitungsgebiets bejagt.

## Belege
1. ↑  https://www.spektrum.de/lexikon/biologie/agutis/1602
2. 1 2 3 4 5 6 7 8 9 10 11  Common Red-rumped Agouti. In: J. A. Gilbert, T.E. Lacher jr: Family Dasyproctidae (Agoutis and Acouchys) In: Don E. Wilson, T.E. Lacher, Jr., Russell A. Mittermeier (Hrsg.): Handbook of the Mammals of the World: Lagomorphs and Rodents 1. (HMW, Band 6) Lynx Edicions, Barcelona 2016, S. 458–459, ISBN 978-84-941892-3-4.
3. 1 2 3  Dasyprocta leporina in der Roten Liste gefährdeter Arten der IUCN 2019. Eingestellt von: L. Emmons, F. Reid, 2016. Abgerufen am 23. Dezember 2022.
4. 1 2  Dasyprocta leporina. In: Don E. Wilson, DeeAnn M. Reeder (Hrsg.): Mammal Species of the World. A taxonomic and geographic Reference. 2 Bände. 3. Auflage. Johns Hopkins University Press, Baltimore MD 2005, ISBN 0-8018-8221-4.
5. ↑  
Willem Piso und Georg Marggraf: Historia Rerum Naturalis Brasiliae. Leiden und Amsterdam 1648, S. 224 (biodiversitylibrary.org).